# Orthomorpha melanopleuris
Orthomorpha melanopleuris är en mångfotingart som beskrevs av Pocock 1895. Orthomorpha melanopleuris ingår i släktet Orthomorpha och familjen orangeridubbelfotingar. Inga underarter finns listade i Catalogue of Life.